# Crytek
Crytek est une société de développement de jeux vidéo fondée en 1999 par Cevat, Avni et Faruk Yerli, à Francfort-sur-le-Main en Allemagne.
L'équipe s'est notamment fait connaître grâce au développement du moteur de jeu CryENGINE et à ses jeux Far Cry et Crysis.

## Historique
Le 3 février 2009, Crytek rachète Free Radical Design, un studio de développement de jeux vidéo britannique connu pour sa série de jeu de tir à la première personne : TimeSplitters. La compagnie est ensuite renommée Crytek UK. En août 2009, Crytek compte environ 550 employés, dont une soixantaine travaillant exclusivement sur le développement du CryEngine. En mai 2011, Crytek compte un peu plus de 500 employés dont la moitié en Allemagne.
En mai 2011, une cinquantaine d'emplois sont supprimés à Crytek Budapest, à la suite de la décision de Microsoft, du transfert du développement de Codename Kingdoms (devenu Ryse: Son of Rome) à l'équipe de Francfort. Le studio de Budapest ne compte plus qu'une trentaine d'employés et développe principalement des jeux pour Tablette numérique.
En décembre 2016, à la suite de difficultés financières Crytek ferme plusieurs studios à Séoul, Shanghai, Budapest et Sofia entraînant la suppression de 160 postes sur 730 employés.
En février 2019, c'est Crytek Kiev qui retrouve son indépendance en prenant le nom de Blackwood Games.

## Studios internes
Crytek emploie environ 270 employés, répartis dans 2 studios.

### Actuels
- Crytek Frankfurt situé à Francfort en Allemagne, fondé en 1999. C'est le studio le plus important de Crytek, avec 250 employés en 2021[7].
- Crytek Istanbul, situé à Istanbul en Turquie, fondé en décembre 2012, ouvert en 2013[8], il compte environ 20 employés[9].

### Anciens
- Crytek Kiev situé à Kiev en Ukraine fondé en 2006, il compte environ 200 employés, responsable du développement et du suivi de Warface. Redevient indépendant en 2019, en prenant le nom de Blackwood Games[5].
- Crytek Budapest situé à Budapest en Hongrie, fondé en 2007 puis fermé fin 2016, il comptait environ 45 employés.
- Crytek Black Sea situé à Sofia en Bulgarie, fondé en 2001, acheté en 2008 puis fermé fin 2016, il comptait environ 70 employés.
- Crytek Seoul, situé à Séoul en Corée du Sud, fondé en 2008 puis fermé fin 2016, il comptait cinq employés.
- Crytek Shanghai, situé à Shanghai en Chine, fondé en août 2012 puis fermé fin 2016, il comptait environ 40 employés.
- Crytek UK, anciennement Free Radical Design, fondé en 1999, racheté en 2009 et vendu à Deep Silver en 2014 et renommé Dambuster Studios.

## Jeux développés
| Jeux                  | Année        | Plates-formes                      | Studio                     |
| --------------------- | ------------ | ---------------------------------- | -------------------------- |
| Far Cry               | 2004         | PC, Xbox 360, PS3                  | Crytek                     |
| Crysis                | 2007         | PC                                 | Crytek Frankfurt           |
| Crysis Warhead        | 2008         | PC                                 | Crytek Budapest            |
| Crysis 2              | 2011         | PC, Xbox 360, PS3                  | Crytek Frankfurt/Crytek UK |
| Crysis                | 2011         | Xbox 360, PS3                      | Crytek UK                  |
| Crysis 3              | 2013         | PC, Xbox 360, PS3                  | Crytek UK                  |
| Warface               | 2013         | PC, Xbox 360                       | Crytek Kiev/Crytek Seoul,  |
| Ryse: Son of Rome     | 2013         | Xbox One, PC                       | Crytek Frankfurt           |
| The Collectables      | 2014         | iOS, Android                       | Crytek Budapest            |
| Arena of Fate         | 2016         | PC                                 | Crytek Black Sea           |
| The Climb             | 2016         | PC                                 | Oculus Rift                |
| Robinson: The Journey | 2016         | PS4                                | Crytek Frankfurt           |
| Hunt: Showdown        | 2019         | PC, PS4, Xbox One                  | Crytek Frankfurt           |
| Crysis Remastered     | 2020         | PC, PS4, Xbox One, Nintendo Switch | Crytek Frankfurt           |
| Crysis 4              | Non annoncée | Non annoncées                      | Crytek                     |

## Récompenses
Le studio a reçu les récompenses suivantes :
- Best Independent European Developer 2004
- Best New PC IP 2004 - Industry Excellence Awards 2004
- Best New Studio 2004 - Game Developer Choice Awards 2005